# مصطفی صبری
مصطفی صبری (زاده ۱۳ فوریهٔ ۱۹۸۴) یک بازیکن فوتبال اهل ایران است.